# Жараракусу
Жараракусу (Bothrops jararacussu) е вид змия от семейство Отровници (Viperidae). Видът не е застрашен от изчезване.

## Разпространение
Разпространен е в Аржентина (Мисионес), Боливия, Бразилия (Баия, Еспирито Санто, Мато Гросо, Минас Жерайс, Рио де Жанейро, Санта Катарина и Сао Пауло) и Парагвай.